# الحجرة (جبلة)

تعديل مصدري - تعديل

الحجرة محلة تابعة لقرية الشباح، التابعة لعزلة الشهلي بمديرية جبلة إحدى مديريات محافظة إب في الجمهورية اليمنية، بلغ تعداد سكانها 37 حسب تعداد اليمن لعام 2004.